# Kordova
Kordova ali Córdoba (izgovarjava [kórdova]) (arabsko قرطبة, DIN: Qurṭubah) je mesto v španski pokrajini Andaluziji in glavno mesto Province Córdoba. Sprva ibersko in nato rimsko mesto je v srednjem veku postalo prestolnica islamskega kalifata. Staro mestno jedro vsebuje številne spomenike iz obdobja, ko je bila Corduba v Rimskem cesarstvu upravno središče rimskih provinc Zadnje Hispanije (Hispania Ulterior) in Betike (Hispania Baetica), in obdobja, ko je bila kot Qurṭubah prestolnica islamskega kalifata Córdoba, ki je obsegal večino Iberskega polotoka.
V 10. stoletju je bila verjetno mesto z največjim številom prebivalcev na svetu. Med vladavino kalifa al-Hakama II. (961—976) je postala tudi pomembno izobraževalno središče. Al-Hakam II. je odprl veliko knjižnic, medicinskih šol in univerz, ki so veliko prispevale k razvoju matematike in astronomije.  V tem času je postala intelektualno središče Evrope. Njeno večinsko muslimansko prebivalstvo je bilo zelo strpno do krščanskih in judovske verske manjšine. Danes je srednje veliko sodobno mesto s 330.000 prebivalci (2011).

## Zgodovina
Prvi sledovi človeka na tem območju so ostanki neandertalca, stari 37.000-44.000 let. Prvo predurbano naselje je nastalo v tarteškem obdobju v 8. stoletju pr. n. št., prvo v zgodovini omenjeno naselje pa je iz časa Kartažanov, ko so razširili svoje ozemlje preko reke Guadalquivir. Njihov general Hamilkar Barka ga je po numidijskem vladarju Jubi I. Numidijskem, ki padel v bitki v bližini naselja, imenoval Kart-Juba oziroma Kartuba, kar pomeni Jubovo mesto. Kartubo so leta 206 pr. n. št. zasedli Rimljani in konzul Mark Klavdij Marcel je leta 169 pr. n. št. ob njej  ustanovil rimsko kolonijo Cordubo. V letih 143 in 141 pr. n. št. je kolonijo oblegal luzitanski poglavar Virijat, ki se je na čelu luzitanskih plemen dolgo časa uspešno upiral rimski ekspanziji na zahod Iberskega polotoka. Kolonija je leta 113 pr. n. št. dobila forum.
V času Julija Cezarja je postala upravno središče rimske province Hispania Ulterior. V rimski Cordubi  so bili rojeni veliki rimski filozof Seneka mlajši, govornik Seneka starejši in pesnik Lukan. Corduba je imela pomemben položaj tudi v kasnejši bizantinski provinci Hispaniji (552–572) in pod Vizigoti, ki so Iberski polotok zasedli v poznem 6. stoletju.
Mesto so leta 711 osvojili muslimanski Berberi iz severne Afrike. Za razliko od drugih iberskih mest se Corduba ni vdala, ampak so jo osvojili z jurišem. Prišla je pod neposredno muslimansko upravo. V mestu so se naselili muslimanski guvernerji in leta 716 je postala upravno središče province, podrejene Damaščanskemu kalifatu. Njeno ime so poarabili v قرطبة (Qurṭubah).    
Muslimani so cerkev sv. Vincenca razdelili na krščanski in muslimanski del in jo uporabljali v svojem bogoslužju, dokler ni Abd Al Rahman I., glavna oseba Aškerčeve Čaše nesmrtnosti,  na njenem mestu zgradil mošeje. Maja 766 je Kurtuba  postala prestonica neodvisnega moslimanskega emirata Al-Andaluz, kasneje pa prestolnica samega kalifata. V obdobju kalifata je imela okoli leta 1000 približno 500.000 prebivalcev. V 10. in 11. stoletju je bila  eno od najbolj naprednih mest na svetu in veliko kulturno, politično, finančno in gospodarsko središče. V tem času je bila zgrajena Velika mošeja. Pod kalifom al-Hakam II. je imela 3000 mošej, krasne palače, 300 javnih kopališčih in največjo knjižnico na svetu s 400.000 do 1.000.000 knjig. Po al-Mansurjevi smrti leta 1002 je boj za oblast med različnimi frakcijami pripeljal do ropanja in uničevanja Medine Azahare (Madīnat az-Zahrā), utrjenega palačnega mesta kakšnih osem kilometrov zahodno od Córdobe, ki je bilo de facto prestolnica Al-Andaluza, in dragocenih zgradb v Córdobi. Mesto je začelo propadati in je po padcu kalifata leta 1031 postalo prestolnica neodvisnega republikanskega emirata (taifa). Emirat je že leta 1070 osvojil seviljski vladar al-Mutamid ibn Abbad. Slednjega so leta 1091 odstavili maroški Almoravidi in ga pregnali v Maroko,  kjer je leta 1095 umrl. Almoravide so v 12. stoletju zamenjali Almohadi. 
Pod njihovo oblastojo je mesto še naprej propadalo in prestolnico Al Andaluz so preselili v Sevillo. 29. junija 1236 je Córdobo po večmesečnem obleganju zasedel Ferdinand III. Kastiljski. Mesto je razdelil na 14 colaciones  in zgradil številne nove cerkve.
Mesto je še naprej propadalo, predvsem po renesansi. V 18. stoletju se je število prebivalcev skrčilo na skromnih 20.000. Naraščati je začelo šele na začetku 20. stoletja. 
Córdobo je zaradi obsežne zgodovinske dediščine UNESCO 17. decembra 1984 razglasil za del svetovne kulturne dediščine.
Regionalna vlada (Junta de Andalucía) že nekaj časa razmišlja o ustanovitvi velike mestne občine, v katero bi bila poleg Córdobe vključena tudi mesta Villafranca de Córdoba, Obejo, La Carlota, Villaharta, Villaviciosa, Almodóvar del Río in Guadalcázar. Razširjena občina bi imela približno 350000 prebivalcev.

## Geografija
Córdoba stoji ob reki Guadalquivir južno od pogorja Siera Morena v pokrajini Andaluziji na jugu Iberskega polotoka. 

## Podnebje
Córdoba ima subtropsko-sredozemsko podnebje (Köppnova podnebna klasifikacija CSA). Ima najvišje poletne povprečne dnevne temperature v Evropi - 36,2 °C v  juliju. Pogoste so tudi temperature preko 40 °C. Avgustovsko 24 urno povprečje je kljub relativno nizkim nočnim temperaturam 27,2 °C in je med najvišjimi v Evropi.
Zime so mile s posameznimi zmrzalmi. Največ padavin je v hladnejših mesecih od decembra do februarja, kar je posledica atlantskega obalnega vpliva. Poleti prevladuje tipično vroče in sušno sredozamsko podnebje. Letna količina padavin presega 500 mm, vendar so med leti velika odstopanja.
Najvišji zabeleženi temperaturi na letališču v Córdobi, ki je 6 km južno od mesta, sta bili 46.6 °C 23. julija 1995 in 46.2 °C  1. avgusta 2003.

## Glavne znamenitosti

### Zgodovinsko mestno jedro
Córdoba je drugo največje staro mesto v Evropi, ki se je na svojem višku lahko primerjalo s  Konstantinoplom, Damaskom in Bagdadom. Leta 1984 je bilo uvrščeno na Unescov seznam svetovne kulturne dediščine. 
Simbola starega mesta sta Velika mošeja – Mezquita, tudi Stolnica Marijinega vnebovzetja, iz 10. stoletja z značilnimi progastimi oboki, ki je bila po rekonkvisti v zgodnjem 16. stoletju preurejena v katedralo, in Rimski most v njeni bližini. V rimsko zapuščino spadajo še tempelj, gledališče, mavzolej,  Forum Adiectum, amfiteater in palača cesarja Maksimijana na arheološkem najdišču Cercadilla.
Blizu katedrale je stara judovska četrt Juderia z vijugastimi ulicami, med katerimi sta najbolj zanimivi Calleja de las Flores in Calleja del Pañuelo, sinagogo in sefardsko hišo. 
Na skrajnem jugozahodu starega mesta je Alcázar de los Reyes Cristianos (Palača krščanskih kraljev), ki je bil nekoč  kraljeva palača in sedež inkvizicije. Ob njem je kraljeva konjušnica, v kateri so vzrejali andaluzijske konje. Blizu konjušnice je ob dolgem zidu srednjeveško kopališče. V južnem delu starega mestnega jedra in vzhodno od katedrale na Plaza del Potro je Posada del Potro, vrsta gostiln, ki so omenjene tudi v Cervantesovem Don Kihotu in romanu La Feria de los Discretos Pía Baroja. Gostilne so bile aktivne do leta 1972. Trg in gostilne so dobile ime po vodnjaku sedi trga, ki predstavlja žrebe. V bližini je slavolok Arco del Portillo iz 14. stoletja.
Na bregovih Guadalquivirja so vodni mlini Albolafia, Alegría, Carbonell, Casillas, Enmedio, Lope García, Martos, Pápalo, San Antonio, San Lorenzo in San Rafael iz mavrskega obdobja, v katerih so mleli žito.
Velik del starega mestnega jedra obdaja rimsko obzidje z vrati Puerta de Almodóvar, Puerta de Sevilla in Puerta del Puente, ki so ostala od prvotnih trinajst mestnih vrat. Ohranili so se tudi stolpi Malmuerta, Belen in Puerta del Rincon in trdnjava  Calahorra s stolpom Donceles.
Med palačami v starem mestu so se ohranile Palacio de Viana iz 14. stoletja, Palacio de la Merced in druge. Na obrobju mesta je arheološko najdišče mesta Medina Azahara, ki je bilo poleg Alhambre v Granadi eno od glavnih špansko-muslimanskih arhitekturnih biserov.
Med druge zgradbe, vredne ogleda, spadata stopnišče Cuesta del Bailío, ki povezuje gornji in spodnji del mesta, in minaret San Juan, ki je bil nekoč del mošeje.

### Ferdinandove cerkve
Mesto ima dvanajst katoliških cerkva, ki jih je zgradil ali preuredil iz mošej Ferdinand III. Kastiljski (vladal 1217–1252) po osvojitvi mesta v 13. stoletju. Cerkve so v srednjem veku služile tudi kot upravna središča mestnih četrti. Mednje spadajo:
Cerkev Santa Marina de Aguas Santas, zgrajena v 13. stoletju
- San Nicolás de la Villa
- San Miguel
- San Juan y todos los Santos
- Santa Marina de Aguas Santas
- San Agustín; gradnja cerkve se je začela leta 1328, današnji videz pa je dobila v 18. stoletju; zvonik s štirimi zvonovi je iz 16. stoletja
- San Andrés, obnovljena v 14. in 15. stoletju; cerkev ima renesančni portal iz leta 1489 in zvonik iz istega obdobja; baročni oltar je izdelal Pedro Duque Cornejo
- San Lorenzo
- Santiago
- San Pedro
- La Magdalena, ki ima, kot mnogo drugih, romanske, mavrske in gotske elemente
- San Pablo; na njenem vrtu so v 1990. letih odkrili antični rimski cirkus[13]

### Vrtovi (jardines), parki (parque) in bulvarji (paseo)
- Jardines de la Victoria
- Jardines de la Agricultura
- Parque de Miraflores
- Parque Cruz Conde
- Paseo de Cordoba
- Jardines Juan Carlos I
- Jardines del Conde de Vallellano
- Parque de la Asomadilla
- Balcón del Guadalquivir
- Jardines de Colón
- Sotos de la Albolafia
- Parque periurbano Los Villares

### Druge verske zgradbe
- San Hipólito, v kateri so grobovi Ferdinanda IV. in Alfonza XI. Kastiljskega, kraljev Kastilije in Leóna
- San Francisco
- San Salvador y Santo Domingo de Silos
- svetišče Nuestra Señora de Linares
- zvonik Santo Domingo de Silos
- svetišče Nuestra Señora de la Fuensanta
- kapela San Bartolomé
- mošeja Cristo de la Luz, tisoč let stara mošeja, zgrajena v obdobju kalifata

### Kipi in spomeniki
Po mestu je raztresenih deset kipov nadangela Rafaela, pokrovitelja in zaščitnika mesta. Postavljeni so na vidnejših lokacijah, na primer pri rimskem mostu, mestnih vratih Puerta del Puente in trgu Plaza del Potro.
V zahodnem delu zgodovinskega mestnega jedra, blizu Puerta de Almodóvar iz islamskega obdobja, je kip Seneke mlajšega. Pri  Puerta de la Luna je kip  filozofa, znanstvenika in zdravnika Ibn Rušda, na trgu de Tiberiades pa kip sefardskega judovskega filozofa in astronoma Maimonida. Malo južneje sta pri Puerta de Sevilla kipa pesnika Ibn Zajduna  in pisatelja in pesnika Ibn Hazma. V Alcázarju so spomeniki katoliških kraljev in Krištofa Kolumba.
Veliko kipov je tudi po trgih v starem delu mesta. Na Plaza de las Tendillas je konjeniški kip Gonzala Fernándeza de Córdoba, na Plaza de Capuchinos kip Crista de los Faroles, na Plaza de la Trinidad kip Luisa de Góngora, na Plaza del Cardenal Salazar doprsni kip Ahmeda ibn Moameda abu Yafarja al-Gafiqija, na Plaza de Capuchinas kip škofa Osia, na Plaza del Conde de Priego spomenik Manolete in na Campo Santo de los Mártires kip Al-Hakam II. in spomenik zaljubljenih.
Na vrtovih Jardines de la Agricultura je spomenik slikarja Julia Romera de Torres, doprsni kip kiparja   Matea Inurria, doprsni kip pesnika Julia Aumenta in kip, posvečen vrtnarju Anicetu Garcíi Roldánu, ki je bil ubit v parku. Malo južneje, v vrtovih vojvode de Rivas, je kip pisatelja in pesnika Ángela de Saavedra, tretjega vojvode Rivasa, ki ga je izdelal kipar Mariano Benlliure.
Ob reki Guadalquivir blizu mostu San Rafael je umeten otok kipov s približno deset kipi, izdelanimi  med Mednarodnim simpozijem kiparstva. Pri mostu Miraflores je kip plavalca  "Hombre Río", ki gleda v nebo, smer pa je odvisna od vodnega toka.

### Mostovi
Córdoba ima šest mostov in sedmega v gradnji:
- Rimski most čez reko Guadalquivir, ki povezuje mestni četrti Campo de la Verdad in Barrio de la Catedral, je bil zgrajen v 1. stoletju  in je morda nadomestil starejši lesen most. Do sredine 20. stoletja, ko se je zgradil most San Rafael, je bil edini most v mestu. Dolg je približno 250 m in ima 16 lokov.
- Most San Rafael ima osem lokov z razponom po 25 m. Dolg je 217 m. Med ograjama je 12 m široka tlakovana štiripasovna cesta, ob straneh pa sta s keramičnimi ploščicami obložena pločnika. Odprt je bil 29. april 1953 in je povezal avenijo Corregidor s trgom Plaza de Andalucía. Na obeh straneh mostu sta bili plošči z napisom "Most je 29. aprila 1953 odprl njegova ekselenca voditelj države in generalisimo vseh armad  Francisco Franco Bahamonde", ki so ju januarja 2004 odstranili.
- Viseči most Andalusia.
- Puente de Miraflores, znan tudi kot  as "zarjaveli most", povezuje ulici San Fernando in Ronda de Isasa s polotokom Miraflores. Otvorili so ga 2. maja 2003. Po prvem načrtu naj bi bil podoben mostu Lusitania v Méridi, vendar so načrt zavrnili, ker bi preveč pokvaril zgodovinski videz mesta in zaradi višine zastrl pogled na Veliko mošejo.
- Most Autovía del Sur.
- Most Abbasa Ibn Firnasa, ki je še v gradnji.
- Puente del Arenal, ki povezuje avenijo Campo de la Verdad s kordovskim sejmiščem (Recinto Ferial).

## Muzeji
- Arheološki in etnološki muzej Córdobe je v čudoviti renesančni palači družine Paéz in hrani predmete iz iberskega, rimskega, muslimanskega, mudeharskega in renesančnega obdobja. Posebno zanimiva je rimska zbirka.
- Muzej Julia Romera de Torresa (1874-1930) je v isti zgradbi kot muzeje lepih umetnosti. V njem so razstavljene slike baročnih, renesančnih in sodobnih kordovskih slikarjev.
- Stolp La Calahorra na južni strani Rimskega mostu. Zgradil ga je Enrique II. Trastamanski  leta 1369 za obrambo mesta pred napadi svojega brata Pedra I. Krutega z juga.
- Muzej bikoborb je v stari Casa de las Bulas, renesančni zgradbi na Plaza de Maimonides. V njem so razstavljene fotografije starih bikoborcev, njihova oblačila in razne regalije.
- Cerkveni muzej lepih umetnosti je v Škofijski palači iz 15. stoletja, v kateri je tudi samostan, kapela, jedilnica in dvorana, posvečena kordovskim umetnikom. V muzeju je galerija baročne umetnosti, zbirka tapiserij in knjig psalmov iz mestne stolnice.
- Muzej lepih umetnosti
- Kopališče trdnjave Califal
- Botanični muzej
- Muzej treh kultur
- Muzej Molino de Martos
- Muzej Palacio de Viana

## Gledališča
- Gran Teatro de Córdoba
- Teatro Axerquía
- Teatro Góngora

## Slavne osebnosti
V Córdobi je bilo rojenih ali je v njej ustvarjalo mnogo znanih osebnosti, zato so naštete samo nekatere najbolj slavne.

### Književniki
- Ibn Zaydún (1003-1071), arabski pesnik
- Lucano (39-65), rimski pesnik
- Juan de Mena (1411-1456), pesnik
- Antonio Gala Velasco (1939-), pesnik, dramatik in pisatelj
- Ángel de Saavedra (1791-1865), 3. vojvoda Rivasa, pesnik, dramatik in politik
- Luis de Góngora y Argote (1561-1627), pesnik in dramatik
- Pablo García Baena (1923-), pesnik

### Filozofi
- Ibn Hazm (994-1064), arabski filozof, zgodovinar in govornik
- Seneka mlajši (3 pr. n. št.-65), rimski stoiški filozof, politik in dramatik
- Ibn Rušd (Averroes ) (1126-1198), arabski filozof, logik, znanstvenik in zdravnik, komentator Aristotela
- Maimónides (1135-1204), zdravnik, rabin in judovski teolog

### Umetniki
- Juan de Mesa (1583-1627), kipar
- Julio Romero de Torres (1874-1930), slikar
- Mateo Inurria Lainosa (1867-1924), kipar

### Znanstveniki
- Abbás Ibn Firnás  (810–887), izumitelj, inženir, letalec, zdravnik, pesnik in glasbenik

### Arhitekti
- Hernán Ruiz Jiménez (1514?-1569), graditelj katedrale v Sevilli

### Glasbeniki in plesalci
- Zirjab 789–857), glasbenik in pevec
- Joaquín Cortés (1969-), plesalec flamenka in koreograf
- Paco Peña (1942-), kitarist
- Vicente Amigo (1967-), kitarist flamenka
- Medina Azahara, rokovska glasbena skupina
- Manuel Ruiz "Queco" (1964-), pevec, kitarist, producent in skladatelj

## Mednarodne povezave
Córdoba ima uradne povezave (pobratena/sestrska mesta oz. mesta-dvojčki) z naslednjimi mesti po svetu:
| - Córdoba, Argentina, od 1969 - A Coruña, Španija, od 1976 - Córdoba, Mehika, od 1980 - Fes, Maroko, od 1982 - Smara, Zahodna Sahara, od 1987 - São Paulo, Brazilija - Havana, Kuba, od 2000 - Damask, Sirija, od 2001 | - Nürnberg, Nemčija, od 2010 - León, Španija, od 2010 - Fejsalabad, Pakistan - Buhara, Uzbekistan - Manchester, Združeno kraljestvo - Betlehem, Palestinsko ozemlje - Adana, Turčija - Derna, Libija |